# Mussaenda simpliciloba
Mussaenda simpliciloba là một loài thực vật có hoa trong họ Thiến thảo. Loài này được Hand.-Mazz. mô tả khoa học đầu tiên năm 1925.